# Léon Nowiasz
León Nowiasz (ur. w 1928 w Polsce) – francuski bokser pochodzenia polskiego, srebrny medalista Mistrzostw Europy z roku 1947, mistrz Francji.

## Kariera
W ćwierćfinale Mistrzostw Europy w Dublinie pokonał reprezentanta Czechosłowacji Ottokara Rademachera. W półfinale pokonał na punkty Belga Vitala L’Hoste, awansując do finału kategorii półciężkiej. W finale przegrał na punkty z Holendrem Henkiem Quentemeijerem.
W 1947 był mistrzem Francji w kategorii półciężkiej.
W latach 1948–1952 toczył zawodowe pojedynki.